# Coleophora ammodyta
Coleophora ammodyta é uma espécie de mariposa do gênero Coleophora pertencente à família Coleophoridae.